# Osorio González

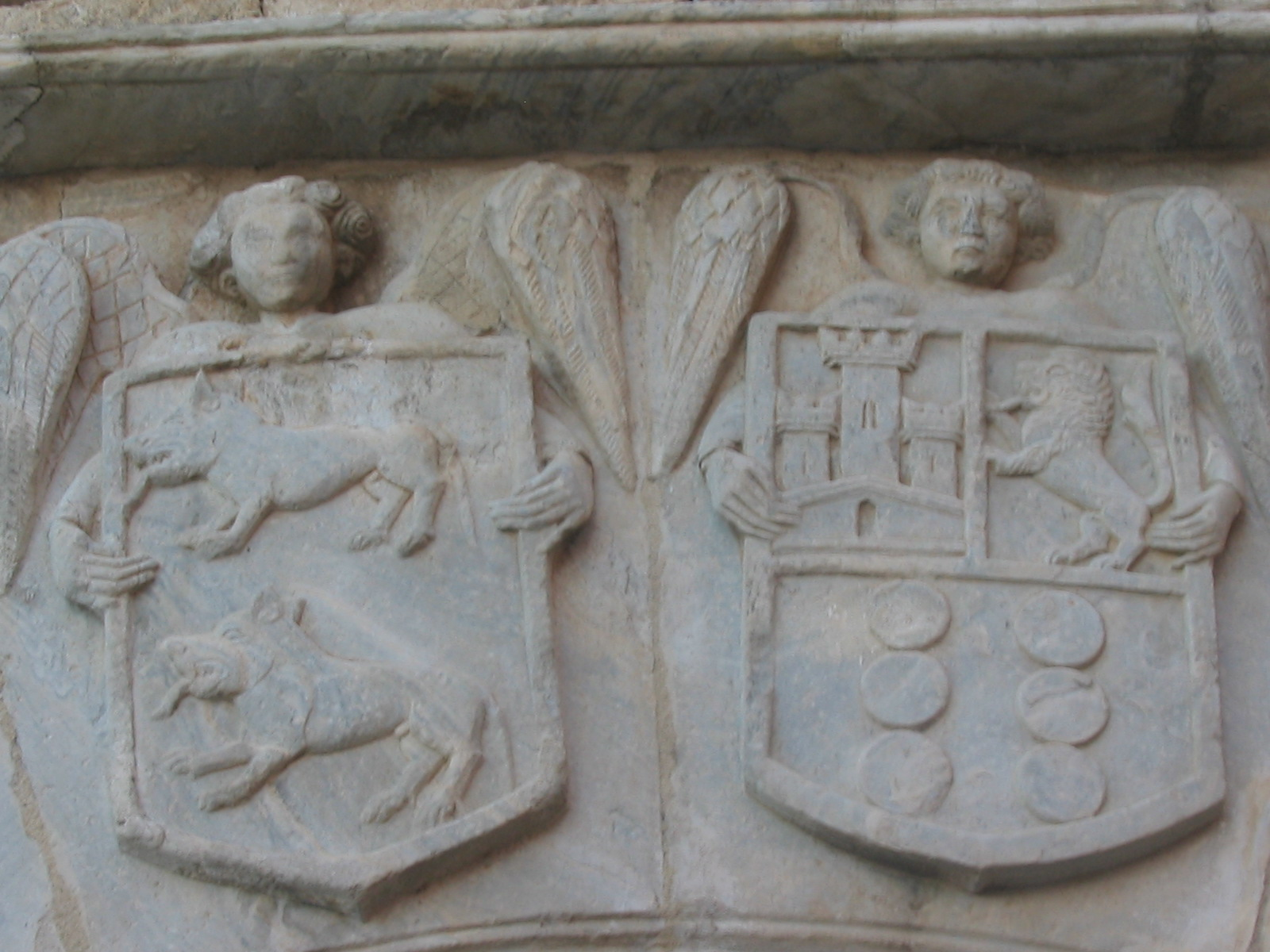
Escudo de los condes de Lemos, emplazado sobre la puerta de los restos del palacio condal de Monforte de Lemos. A la izquierda, los dos lobos pasantes son del blasón de los Osorio; a la derecha, el castillo y el león de los Trastámara y los seis roeles correspondientes a las armas del linaje Castro

Osorio González (fl. 1194-1203), fue un ricohombre leonés miembro del linaje de los Flaínez, hijo de Gonzalo Osorio y nieto de Osorio Martínez.

## Vida
Una de sus primeras apariciones en la documentación medieval fue el 21 de mayo de 1194 cuando, con sus hermanos Fernando, Petrona, Pedro, y Gonzalo González, hicieron una donación al monasterio benedictino de Santa María de Carbajal de la cuarta parte de sus propiedades en Villimer y todo lo que tenían en Secos de Porma, para que su hermana María fuese admitida como monja en el monasterio.
Entre 1198 y 1203 figura en la curia regia del rey Alfonso VIII de Castilla, así como en actos familiares.

## Descendencia
No se conoce el nombre de su esposa, pero sí que tuvo tres hijos:
- Gonzalo Osorio padre de Martín González, heredado en el repartimiento de Sevilla.[3]
- Urraca Osorio, fallecida después de 1272.[1]
- Rodrigo Osorio (fallecido antes de 1261). Contrajo matrimonio con Elvira Fernández de quien tuvo dos hijos, Álvar y Rodrigo Rodríguez Osorio.[1][3]